# Mégara (film)
Pour les articles homonymes, voir Mégara.
Pour plus de détails, voir Fiche technique et Distribution.
Mégara (Μέγαρα) est un film grec réalisé par Yorgos Tsemberopoulos et Sakis Maniatis et sorti en 1974.

## Synopsis
Documentaire sur la lutte des paysans de la plaine de Mégare contre les expropriations.

## Fiche technique
- Titre : Mégara
- Titre original : Μέγαρα
- Réalisation : Yorgos Tsemberopoulos et Sakis Maniatis
- Scénario : Yorgos Tsemberopoulos et Sakis Maniatis
- Photographie : Sakis Maniatis
- Montage : Sakis Maniatis
- Musique : Michalis Grigouriou
- Production :
- Pays d'origine :  Grèce
- Langue : grec
- Format :  Couleurs
- Genre : documentaire
- Durée : 69 minutes
- Dates de sortie : 1974

## Récompenses
A participé au :
- Forum international du jeune cinéma (Berlin 1974)
- Festival du film de Rotterdam 1975
- Festival de Cannes 1975 (Semaine du film politique)
- Mostra de Venise 1975
- Cinema e liberta (Bologne 1975)

Prix :
- Festival du cinéma grec 1974 Thessalonique : meilleure production et prix du public
- Forum international du jeune cinéma (Berlin 1974) : FIPRESCI